# 1898 en philosophie
Chronologie de la philosophie
- 1894
- 1895
- 1896
- 1897
- 1898
- 1899
- 1900
- 1901
- 1902

L’année 1898 a été marquée, en philosophie, par les événements suivants :